# Ornbau
Ornbau är en stad i Landkreis Ansbach i Regierungsbezirk Mittelfranken i förbundslandet Bayern i Tyskland.
Staden ingår i kommunalförbundet Triesdorf tillsammans med köpingen Weidenbach.